# Amphiura parviscutata
Amphiura parviscutata är en ormstjärneart som beskrevs av A.M. Clark 1966. Amphiura parviscutata ingår i släktet Amphiura och familjen trådormstjärnor. Inga underarter finns listade i Catalogue of Life.